# Hundtunga
Hundtunga, Cynoglossum officinale, är en art i familjen strävbladiga växter.